# Love You To
Love You To è un brano musicale dei Beatles, composto da George Harrison, e contenuto nell'album Revolver del 1966. La canzone presenta strumenti della musica classica indiana quali sitar e tabla. Dopo l'utilizzo del sitar in Norwegian Wood nel 1965, questa fu la prima canzone dei Beatles a riflettere pienamente la fascinazione di George Harrison per la musica indiana. La registrazione venne effettuata con minima partecipazione da parte degli altri Beatles; Harrison, si avvalse della collaborazione di Anil Bhagwat e di altri musicisti indiani dell'Asian Music Circle di Londra.
La composizione emula lo stile di canto tradizionale "khyal" della musica classica indù. Per l'ispirazione musicale, Harrison trasse giovamento dal lavoro del maestro di sitar Ravi Shankar, che divenne il suo maestro per quanto riguardava lo strumento poco tempo dopo il termine della registrazione del pezzo. Dal punto di vista testuale, Love You To può essere definita in parte una canzone d'amore dedicata da Harrison alla moglie, Pattie Boyd, e in parte una rielaborazione di concetti filosofici ispirati alla sperimentazione di allucinogeni come l'LSD. Nel contesto della sua pubblicazione, il brano fornì uno dei primi esempi nei Beatles dell'espressione di una ideologia allineata con l'emergente controcultura degli anni sessanta.
Love You To ricevette lodi da critici e musicologi grazie al suo inedito connubio tra musica pop occidentale e musica classica indiana, particolarmente riguardo alla sua autenticità lontana da ogni parodia. Tra gli ammiratori della canzone anche il compositore Luciano Berio, che, nel saggio Commenti al rock (1967), ne traccia una breve analisi finalizzata a metterne in luce l'originalità: "In Love You To [...] i Beatles usano esplicitamente uno dei tanti modi indiani [...] sviluppando, su un pedale (drone), due linee melodiche quasi irriducibili ai criteri convenzionali dell'armonia tonale. Il carattere autonomo di queste linee produce talvolta un senso di pacifica pluralità che ha ben poco in comune con i modelli consueti delle canzoni." Ronnie Montrose, Bongwater, Jim James e Cornershop sono tra gli artisti che hanno reinterpretato la canzone.

## Descrizione

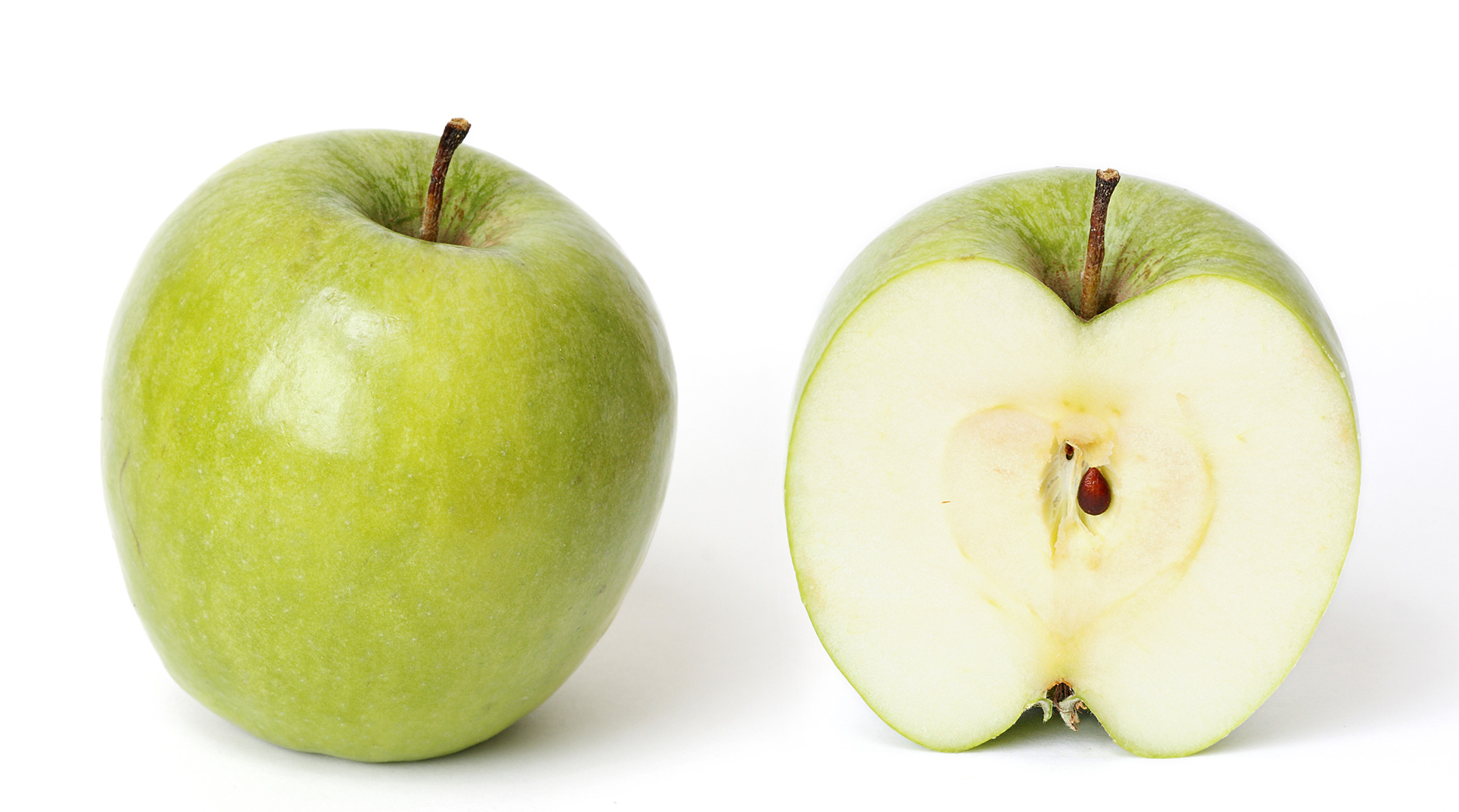
Il titolo provvisorio della traccia, Granny Smith, si riferisce alla stessa varietà di mele che i Beatles adotteranno in seguito come logo della loro società Apple Corps.

Eseguita da George Harrison, che ne è anche l'autore, la canzone è scritta nello stile della musica classica indiana e contiene il suono di diversi strumenti tipici della musica indiana come il tabla, il sitar e il tambura. All'epoca della composizione del brano, Harrison era influenzato dalla bellezza e dalla complessità della musica classica indiana; aveva già suonato una parte di sitar in Norwegian Wood, e nel giugno del 1966 avrebbe cominciato ad approfondire lo studio del sitar sotto la guida di Ravi Shankar; perciò il Beatle volle cimentarsi nella composizione di un brano di musica pop che si accostasse più da vicino alle sonorità dello strumento. Ringo Starr fu il solo altro Beatle che partecipò all'incisione del brano. All'inizio Paul McCartney aveva registrato delle armonizzazioni vocali per il brano ma queste furono poi lasciate fuori dal mixaggio finale della canzone.
Love You To – il cui titolo provvisorio di lavorazione era enigmaticamente Granny Smith, in riferimento all'omonima varietà di mele, secondo l'abitudine di George Harrison di dare bizzarri titoli provvisori alle canzoni che stava scrivendo – è stata la prima composizione dei Beatles con un serio tentativo di incorporare la musica classica dell'India nella cultura pop anglosassone, sia nella struttura che nella strumentazione. Il perché il titolo della canzone sia Love You To invece di Love To You (espressione che appare effettivamente nel testo) rimane a tutt'oggi un mistero.
In omaggio all'autore, un breve estratto della canzone è stato incluso nel film a cartoni animati dei Beatles Yellow Submarine, quando viene introdotto il personaggio di Harrison.
Stephen Thomas Erlewine di AllMusic ha descritto Love You To come la "prima e migliore escursione di Harrison nel campo della musica indiana", mentre Bruce Eder, altro critico di AllMusic, definì la canzone "squisita".

### Origine e storia
Nell'album del 1965 Rubber Soul, George Harrison aveva fatto scoprire ai Beatles la musica classica indiana attraverso l'uso del sitar nella canzone Norwegian Wood (This Bird Has Flown) composta da John Lennon, mentre la sua composizione If I Needed Someone risentiva dell'influenza indiana nella melodia e suggestioni di bordoni. Egli scrisse in seguito Love You To come una "vetrina per il sitar", strumento tradizionale indiano che voleva far conoscere il più possibile in Occidente, oltre che per la tabla, strumento mai apparso in precedenza in una canzone pop o rock. Il critico musicale Richie Unterberger descrisse la canzone "la prima escursione a tutto tondo dei Beatles nel raga rock", genere musicale di recente nascita che lo scrittore Nicholas Schaffner disse essere "nato" dall'uso del sitar in Norwegian Wood da parte di Harrison.
Harrison compose Love You To agli inizi del 1966 mentre i Beatles stavano godendosi un insolito momento di pausa, dovuto all'impossibilità di trovare un progetto cinematografico a loro adatto. Egli impiegò il tempo disponibile per approfondire ulteriormente il suo interesse nella musica indiana e nel sitar, che, come fece notare la giornalista Maureen Cleave in un articolo dell'epoca, "aveva dato nuovo significato alla [sua] vita". A parte la luna di miele alle Barbados con sua moglie, la modella inglese Pattie Boyd, le attività di Harrison in quel periodo inclusero lo studio del sitar con i musicisti dell'Asian Music Circle (AMC) di Londra, dove conobbe Ravi Shankar che aveva visto esibirsi alla Royal Festival Hall. Harrison continuò la sua immersione nelle registrazioni di Shankar, il quale, dopo averlo conosciuto e constatato l'effettivo interessamento e volontà di apprendimento, nel giugno 1966 accettò di prenderlo come suo allievo nell'arte del sitar.

### Struttura musicale
Love You To si basa sulle cinque note superiori del modo misolidio di Do, utilizzando la strumentazione e le tecniche classiche della musica indiana. La composizione emula lo stile di canto tradizionale khyal proprio della musica classica dell'Indostan. Strutturalmente, il brano è composto da un preludio di improvvisazione in tempo libero detto "alap", seguito da una sezione melodica detta "gat" composta da un ciclo ritmico con variazioni armoniche e ritmiche, che serve da parte principale della canzone; e una breve frase melodica veloce detta "drut" che conclude la traccia.
Il preludio è formato dal sitar suonato in tempo libero, durante il quale la melodia della canzone viene accennata nello stile dei raga indiani. Descritto dal biografo di Harrison Simon Leng come "essenzialmente un adattamento di un lick blues", il motivo di sette note che chiude il preludio (alap) serve come tema ricorrente durante la melodia (gat). Il cambio di metrica seguendo l'alap segna un primo esempio nell'opera dei Beatles; che sarebbe stato poco dopo ripetuto nella composizione di Lennon She Said She Said. Harrison aiutò a completare la canzone unendo insieme le tre sezioni separate scritte da Lennon.
Durante il passaggio strumentale a metà pezzo, la melodia del sitar incorpora aspetti del preludio, innalzando la linea melodica precedente di una ottava. La canzone poi ritorna alle strofe cantate sopra le sezioni A e B , culminando nel verso "I'll make love to you, if you want me to". L'arrivo del drut segue la convenzione indostana di finire la composizione in un tempo accelerato, anche se la brevità del segmento segna una divagazione dalla stessa tradizione.

### Testo e significato
Come per tutte le canzoni dei Beatles scritte da Harrison o Lennon e registrate dalla band nel 1966, il testo di Love You To segna il distacco dai canonici temi sentimentali delle canzoni d'amore adolescenziali che avevano definito in precedenza la maggior parte dei testi dei Beatles. Cercando di affrontare tematiche più adulte, Harrison iniziò a presentare la sua visione del mondo che riflette in vario modo il cinismo, l'umorismo sardonico e un certo grado di distacco rispetto alle relazioni personali. Secondo il critico musicale John Harris, la strofa: «There's people standing round / Who'll screw you in the ground / They'll fill you in with all the sins you'll see» ("C’è gente qui in giro / Che ti seppellirà sotto terra / Ti sommergerà con tutti i suoi peccati, vedrai") è uno dei primi esempi nella musica dei Beatles del loro allineamento ideologico con le istanze della nascente controcultura degli anni sessanta, sottolineando la divisione in essere tra una percezione tradizionale della realtà ed una influenzata dalle droghe psichedeliche. Gli autori Russell Reising e Jim LeBlanc vedono questa ed altre affermazioni presenti in Love You To come parte del processo di abbandono del materialismo da parte dei Beatles a partire dal 1966, processo che, influenzato dall'esperienza con l'LSD, suggerisce una visione "psichedelica della società".
Tra i molti commentatori che hanno discusso il testo della canzone, Mark Hertsgaard scrisse che "la risposta di Harrison alla fugacità del tempo era affermare e celebrare la vita: «Make love all day long / Make love singing songs» ("Fate l'amore tutto il giorno / Fate l'amore cantando canzoni"), mentre Robert Rodriguez descrisse Love You To come "una dichiarazione d'amore un po' ambigua verso la sua sposa, insieme a varie preoccupazioni riguardo alla mortalità e allo scopo della vita". Secondo l'autore Ian Inglis, il significato principale della canzone è il "ricordarci che in un mondo di insoddisfazioni materiali e disarmonia morale, esiste pur sempre il sollievo del piacere sessuale".

### Registrazione

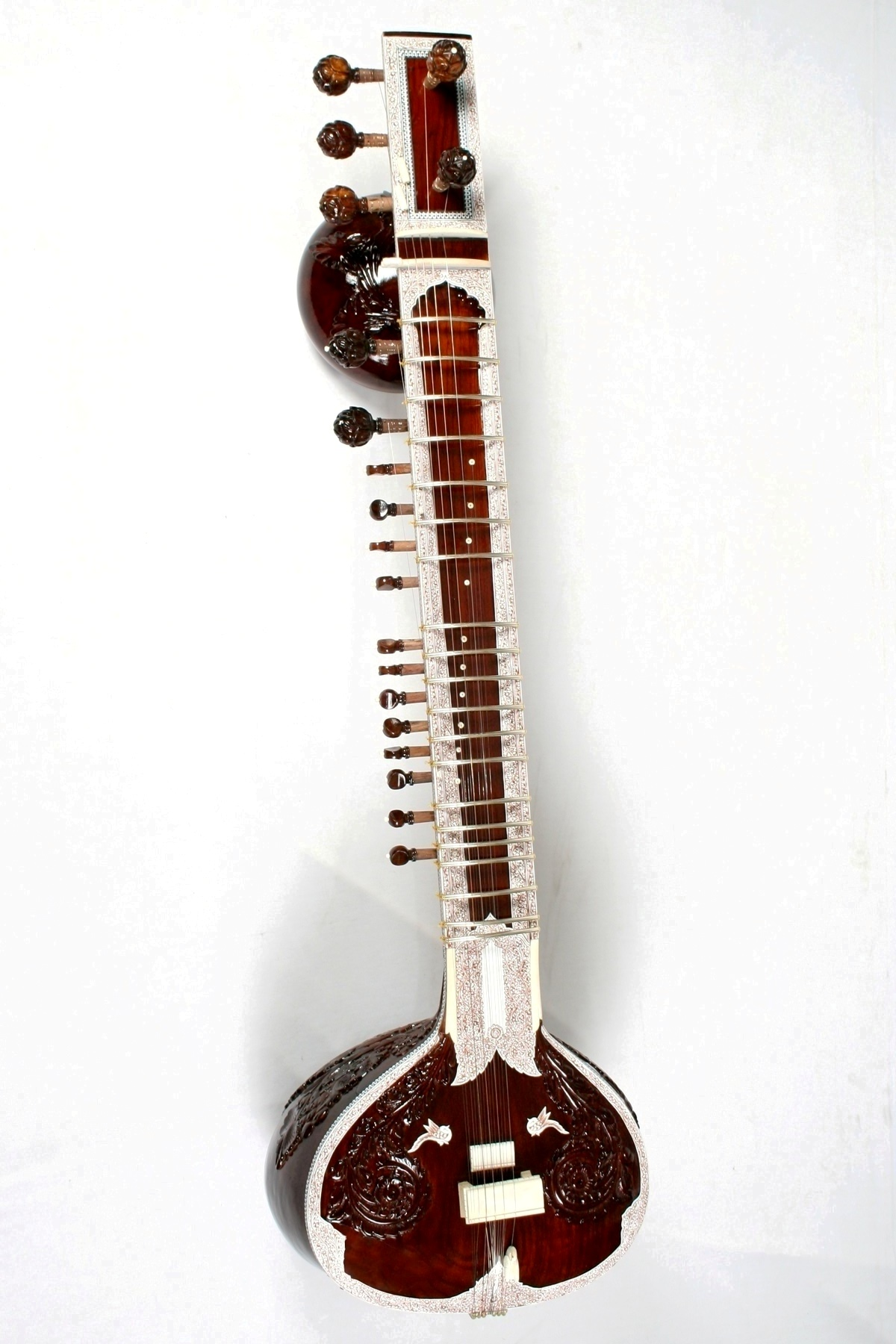
Il sitar, strumento tradizionale della musica classica indiana

Love You To fu la terza traccia ad essere incisa per Revolver, dopo Tomorrow Never Knows e Got to Get You into My Life. Rodriguez commenta che Love You To [rende] esplicita l'influenza indiana attraverso l'intero album, con brani quali Tomorrow Never Knows e She Said She Said, insieme ai singoli non inclusi nell'album Paperback Writer e Rain. Altre influenze musicali indiane sono riscontrabili negli assolo di chitarra presenti in I'm Only Sleeping e Taxman.
La traccia base di Love You To venne incisa a Londra presso gli Abbey Road Studios l'11 aprile 1966. Secondo lo storico dei Beatles Mark Lewisohn, Harrison inizialmente cantò e suonò la chitarra acustica, accompagnato da Paul McCartney ai cori di sottofondo. Al termine della prima sessione quel giorno, erano state incise tre take della canzone, con Harrison che suonò il sitar solo sull'ultima delle tre. I lavori ripresero alle 20, con la partecipazione di Anil Bhagwat, un suonatore di tabla conosciuto da Harrison tramite Patricia Angadi. Altri contributori al pezzo, furono dei musicisti non accreditati facenti parte dell'AMC, a tambura e sitar.
(Anil Bhagwat, 1988)
Secondo Inglis, Love You To è "definita" dall'interazione tra sitar e tabla. Successivamente, Bhagwat ricorderà così il suo coinvolgimento: «George mi disse quello che voleva ed io accordai le tabla. Egli suggerì che io suonassi qualcosa nello stile di Ravi Shankar, anche se mi disse che potevo comunque improvvisare se avessi voluto. La musica indiana è tutta improvvisazione». Dopo aver provato insieme diverse volte il brano, Harrison e Bhagwat registrarono le parti di sitar e tabla.

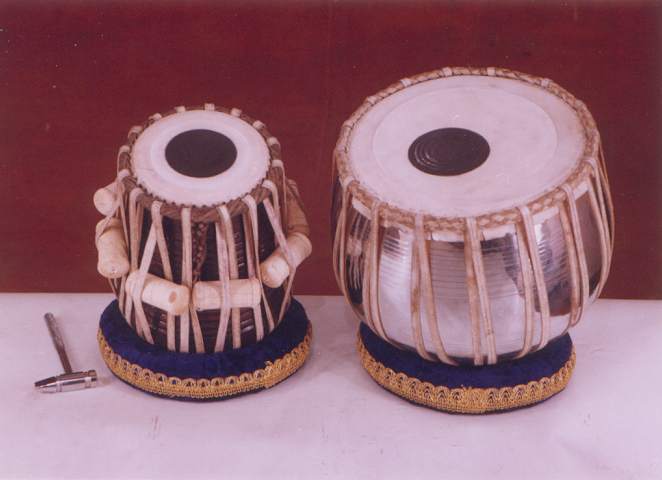
La traccia fa un ampio uso delle tabla, oltre che del sitar.

La sesta take venne scelta come migliore, e una riduzione della stessa take (che quindi divenne la settima) venne approntata il 13 aprile, lasciando così spazio per altre eventuali sovraincisioni sul nastro a quattro piste. Harrison aggiunse un'altra parte vocale, e Ringo Starr suonò il tamburello. McCartney contribuì con delle armonie vocali sopra le parole «They'll fill you in with all their sins, you'll see», ma non furono utilizzate nel mix finale. Quindi Harrison sovraincise una parte di chitarra elettrica distorta con l'effetto fuzz-tone.
I crediti per la parte principale di sitar in Love You To sono tradizionalmente oggetto di dibattito tra gli esperti. Mentre MacDonald scrive che, invece di Harrison, fu il musicista anonimo dell'AMC a suonare la parte, Rodriguez indica il Beatle come autore dell'esecuzione. Nella sua storia delle registrazioni dei Beatles, The Complete Beatles Recording Sessions, Lewisohn scrive testualmente: "Fu George in persona a suonare il sitar, ma ci volle un musicista avventizio, Anil Bhagwat, per suonare le tabla". Anche il musicologo Walter Everett identificò Harrison come principale suonatore di sitar nell'incisione, come pure Peter Lavezzoli, autore di The Dawn of Indian Music in the West. Leng commentò che, come in Norwegian Wood, Harrison "[nella registrazione] suona il sitar ancora come un chitarrista, utilizzando accordi blues e rock 'n' roll piuttosto che i complicati equivalenti indiani". Da parte sua, lo scrittore Steve Turner riportò il fatto che Bhagwat scartò l'idea che non fosse stato Harrison a suonare il sitar nella traccia, dicendo: «Posso giurartelo qui adesso – fu George al 100% a suonare il sitar».
Il missaggio finale della canzone si svolse il 21 giugno quando i Beatles dovettero sbrigarsi a completare Revolver prima dell'inizio della loro tournée in Germania, Giappone e Filippine. Harrison parlò di Love You To con Shankar quando i due musicisti si incontrarono quello stesso mese, a un evento sociale della famiglia Angadi. Anche se non era a conoscenza della reale popolarità dei Beatles e non aveva ancora mai ascoltato Norwegian Wood, Shankar restò impressionato dall'umiltà dimostrata da Harrison quando il chitarrista sminuì il suo modo di suonare il sitar nei dischi dei Beatles come semplici "esperimenti". Dopo Love You To, secondo Lavezzoli, Harrison "fece molta più attenzione" quando scrisse le parole del testo della sua successiva canzone in stile indiano, Within You Without You, che fu influenzata dalla sua introduzione alla filosofia Vedica mentre si trovava in India con Shankar nel settembre-ottobre 1966. Poco tempo dopo il loro incontro, Shankar diede a Harrison la prima lezione di sitar a Kinfauns, nella sua residenza con la moglie nel Surrey, e successivamente, insieme al suonatore di tabla Alla Rakha, eseguì un piccolo concerto privato per Harrison, Lennon e Starr. George Harrison ricordò a posteriori la sua prima lezione con Shankar: «Sentii che volevo andarmene da casa mia quel giorno stesso e prendere un biglietto di sola andata per Calcutta. In quel momento avrei persino lasciato indietro Pattie.»

## Pubblicazione

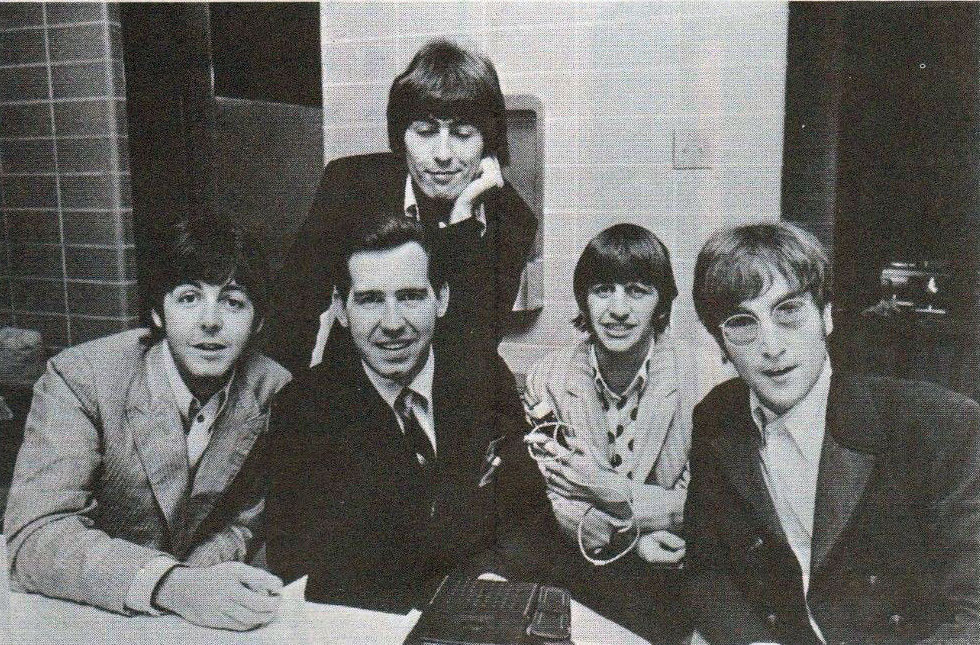
I Beatles nell'agosto 1966 con il disc jockey americano Jim Stagg

Revolver venne pubblicato il 5 agosto 1966, con Love You To inserita come quarta traccia. Nella versione statunitense dell'album, tuttavia, era la terza traccia e il titolo venne erroneamente riportato come Love You Too alterandone così completamente il significato. A questo punto, l'associazione dei Beatles con la musica indiana si rese ancora più evidente quando, dietro suggerimento di Harrison, la band si fermò a Delhi durante il viaggio di ritorno dai concerti in Oriente. Durante questo soggiorno molto pubblicizzato, tutti e quattro i membri del gruppo acquistarono degli strumenti musicali. A Delhi, Harrison si comprò un sitar di alta qualità, insieme ad altri strumenti indiani. Il nome di Bhagwat apparve tra i crediti del disco sul retro della copertina, una delle poche volte nelle quali un musicista esterno apparve nei crediti ufficiali di un album dei Beatles.
Barry Miles descrisse Love You To come "sbalorditiva accanto al pop elettrico degli altri brani di Revolver".
Nel suo libro del 1977 The Beatles Forever, Schaffner scrisse che accanto al dominante binomio Lennon-McCartney, le tre composizioni di Harrison incluse in Revolver: Love You To, Taxman e I Want to Tell You, offersero la dimostrazione lampante che ormai c'erano tre prolifici autori nel gruppo".

## Formazione
The Beatles
- George Harrison - voce, chitarra acustica, chitarra elettrica, sitar,
- Paul McCartney - cori, basso
- Ringo Starr - tamburello

Altri musicisti
- Anil Bhagwat - tabla
- Anonimo citato come "un altro musicista indiano" - sitar, tambura

Crediti
- George Martin - produttore

## Cover
- Ronnie Montrose ha fatto una cover del brano sul suo album Territory del 1986.
- I The Trypes, band costola dei The Feelies, hanno incluso una cover della canzone sul loro EP del 1984, The Explorers Hold.
- Nel 2009, Jim James (come "Yim Yames"), frontman della band My Morning Jacket, ha reinterpretato Love You To sul suo EP Tribute To.
- Il brano è stato interpretato anche dal gruppo dei Bongwater, nel box-set Box of Bongwater.